# La Colle universelle
La Colle universelle er en fransk stumfilm fra 1907 af Georges Méliès.